# Enicospilus decaryi
Enicospilus decaryi là một loài tò vò trong họ Ichneumonidae.